# Puente de Isabel II
Puente de Isabel II (ook wel Puente de Triana genoemd) is een boogbrug over de Guadalquivir in de Spaanse stad Sevilla. De brug werd in de periode 1845-1852 gebouwd en verbindt de wijk Triana op de westelijke oever met het stadscentrum.
Van noord naar zuid: Alamillobrug · Puente de la Barqueta · Pasarela de la Cartuja · Puente del Cristo de la Expiración · Puente de Isabel II · Puente de Alfonso XIII (voormalig) · Puente de San Telmo · Puente de los Remedios · Puente del V Centenario